# Wendy (televíziós sorozat)
A Wendy 2013-ban vetített angol–német televíziós 3D-s számítógépes animációs sorozat, amelynek a forgatókönyvírója Anita Kapila, a rendezője Alan Simpson, a producere Sueann Smith. A tévéfilmsorozat a Red Kite Animations és a Wendy Promotions gyártásában készült. Műfaját tekintve lovas kalandfilmsorozat. Németországban 2013. szeptember 16. és 2013. október 21. között a ZDF vetítette, Magyarországon 2014. május 14. és 2014. június 8. között a Minimax sugározta.

## Ismertető
A főhős, Wendy Thorburn aki 15 éves és igazán jól bánik a lovakkal. Egy lovasiskolában jár, amit apukája üzemeltet, az élete teli van képzeletekkel, amik legjobban a lovas versenyek körül forgnak. Egy ilyen versenyhelyzet nem pletyka és rivalizálás mentes, de a barátság mindezek felett áll. A lovak mellett látható Wendy barátainak mindennapjai is, több jó és rossz döntésben és izgalmas kalandok segítenek eligazodni a viharos útvesztőben.

## Szereplők

### Főszereplők
- Wendy Thorburn (Wendy Thorsteeg) – Szőke hajú, kék szemű, tinédzserlány, aki egy lovasiskolába jár és jól bánik a lovakkal.
- Bianca Kramer (Bianca Krämer) – Barnás-vörös hajú, zöld szemű, tinédzserlány, aki Wendy egyik lovas társa és legjobb barátnője.
- Vanessa Mahler – Szőkés-barna hajú, zöld szemű, tinédzserlány, aki Wendy unokatestvére és egyik lovas társa is, kissé haragos természetű. Mostohatestvére Tanya és Robin Mahlernek.
- Jerry Kellerman (Jerry Kiesemann) – Fekete hajú, kék szemű, tinédzserfiú, aki Wendy egyik lovas társa és legjobb barátja.
- Christian Decker – Szőke hajú, kékeszöld szemű fiú, nem kedveli Wendyt és Jerryt.
- Carrie Thorburn (Sina Thorsteeg) – Barna hajú, barna szemű, kislány, aki Wendy örökbefogadott húga és Juana barátnője.
- Juana Martinez – Barna hajú, zöld szemű, sötét bőrű kislány, aki Carrie barátnője.
- Tanya Mahler (Tanja Mahler) – Barna hajú, zöld szemű, tinédzserlány, aki szereti gondját viselni a lovaknak. Robin ikertestvére, valamint Vanessa mostohatestvére.
- Robin Mahler – Fekete hajú, zöld szemű, tinédzserfiú, aki Wendy egyik barátja. Tanya ikertestvére, valamint Vanessa mostohatestvére.
- Helen Thorburn (Heike Thorsteeg) – Fekete hajú, kék szemű, felnőttnő, aki Wendy anyja, és vigyázz a lovakra.
- Jim Thorburn (Gunnar Thorsteeg) – Szőke hajú, kék szemű, felnőttférfi, aki Wendy apja, és Rózsavölgyben dolgozik.
- Hetty Thorburn (Herta Thorsteeg) – Wendy, Vanessa és Carrie nagymamája.
- Flavio Scalini – Fekete hajú, barna szemű, fiatal felnőttférfi, aki Wendy apjának dolgozik Rózsavölgyben.
- Jojo Rivers – A Rózsavölgy szomszédságában lévő menhely vezetője.
- Spethanie – Szőke hajú, zöld szemű, szemüveges, fiatal felnőttnő, aki állatorvos, és a lovakat gyógyítja.

### Mellékszereplők
- Mr. Decker és Mrs. Decker – Christian szülei.
- Kramer felügyelő – Bianca apja, aki rendőr.
- Bill Hobbs – A lovasversenyek bemondója.
- Ally Brisco – Barna hajú, zöld szemű, fiatal felnőttnő, aki riporter és fényképeket készít a lovakról.
- Dakota Montana – Barna hajú, zöld szemű, fiatal felnőttnő, aki lovas műsorokat mutat be.
- Mr. Gibbs – Selest édesapja és tagja az erdészeti társaságnak.
- Selest – Barna hajú, barna szemű kislány, aki lovagolni szeretne Szultánnal, de önhibájából megsérül.

### Lovak
- Dixie – Wendy lova
- Penny – Wendy másik lova, díjugrató ló
- Sultan (Szultán) – Christian lova
- Bajan (Bázsán) – Jerry lova
- Prince (Herceg) – Bianca lova, tanuló ló
- Tarik – Vanessa lova
- Pablo – Carrie lova
- Rubi – Tanya lova
- Amigo – Robin lova
- Chenser – Flavio Lova

## Szereposztás
| Szereplő         | Eredeti hang     | Magyar hang       |
| ---------------- | ---------------- | ----------------- |
| Wendy Thorburn   | Christa Clahane  | Nemes Takách Kata |
| Bianca Kramer    | Abbe Hoekstra    | Vadász Bea        |
| Vanessa Mahler   | Zena Driver      | Solecki Janka     |
| Jerry Kellerman  | Kyle Orzeck      | Markovics Tamás   |
| Christian Decker | Evan Dowling     | Moser Károly      |
| Carrie Thorburn  | Chelsea Oswald   | Tamási Nikolett   |
| Juana Martinez   | Carrie Adelstein | Lamboni Anna      |
| Tanya Mahler     | Maya Wolfhardt   | Vágó Bernadett    |
| Robin Mahler     | Julian Battersby | Baráth István     |
| Helen Thorburn   | Claire Armstrong | Szórádi Erika     |
| Jim Thorburn     | Carey Wass       | Seder Gábor       |
| Hetty Thorburn   | Nanci Pach       | Molnár Zsuzsa     |
| Flavio Scalini   | Jeff Richards    | Magyar Bálint     |
| Jojo Rivers      | Adam Orr Ewing   | Vári Attila       |
| Spethanie        | Erica McMaster   | Hámori Eszter     |

## Magyar változat
A szinkront a Minimax megbízásából a Subway Studio készítette.
- Produkciós vezető: Kicska László
- Főcímdal: Vágó Bernadett
- Felolvasó: Zahorán Adrienne

### Magyar hangok
- Bolla Róbert – Mr. Gibbs
- Endrédi Máté – Bill Hobbs
- Gáspár Kata – Ally Brisco
- Grúber Zita – Mrs. Decker
- Molnár Levente – Adam Duncan
- Németh Gábor – Mr. Decker
- Szokol Péter – Ethan
- Tarján Péter – Kramer felügyelő

## Epizódok
| #   | #   | Eredeti cím                 | Angol cím             | Magyar cím                   | Eredeti premier      | Magyar Premier  |
| --- | --- | --------------------------- | --------------------- | ---------------------------- | -------------------- | --------------- |
| 1.  | 2.  | Der sechste Sinn            | Sixth Sense           | Hatodik érzék                | 2013. szeptember 16. | 2014. május 15. |
| 2.  | 3.  | Vertrauen ist der Schlüssel | The Horse Whisperer   | Lovakkal suttogó             | 2013. szeptember 17. | 2014. május 16. |
| 3.  | 5.  | Pferdeklau                  | Stealing Beauties     | Lopott szépségek             | 2013. szeptember 18. | 2014. május 18. |
| 4.  | 4.  | Falscher Verdacht           | Judgement Day         | Ítéletnap                    | 2013. szeptember 19. | 2014. május 17. |
| 5.  | 8.  | Dreharbeiten auf Rosenborg  | Duelling Divas        | Versengő dívák               | 2013. szeptember 20. | 2014. május 21. |
| 6.  | 7.  | Lampenfieber                | Break a Leg           | Sok szerencsét               | 2013. szeptember 23. | 2014. május 20. |
| 7.  | 9.  | Erwischt!                   | Grounded              | Büntetés                     | 2013. szeptember 24. | 2014. május 22. |
| 8.  | 20. | Sina im Rampenlicht         | Lighten Up            | Lazíts!                      | 2013. szeptember 25. | 2014. június 2. |
| 9.  | 10. | Die Westernreit-Show        | Wild West             | Vadnyugat                    | 2013. szeptember 26. | 2014. május 23. |
| 10. | 14. | Das argwöhnische Pferd      | Secret Horse          | A titokzatos ló              | 2013. szeptember 27. | 2014. május 27. |
| 11. | 16. | Der heimliche Blogger       | Stable Secrets        | Istálló titkok               | 2013. szeptember 30. | 2014. május 29. |
| 12. | 13. | Die lästige Cousine         | Sleepover             | A szobatárs                  | 2013. október 1.     | 2014. május 26. |
| 13. | 11. | Gewinnen ist nicht alles    | Going the Distance    | A verseny                    | 2013. október 2.     | 2014. május 24. |
| 14. | 6.  | Die Ausreißerin             | Runaway Rider         | A szökevény                  | 2013. október 3.     | 2014. május 19. |
| 15. | 1.  | Die Geisterjagd             | Happy Trails          | A fehér lovas                | 2013. október 4.     | 2014. május 14. |
| 16. | 12. | Das verwaiste Fohlen        | Foaling Around        | A kis csikó                  | 2013. október 7.     | 2014. május 25. |
| 17. | 18. | Zu viel des Guten           | Moody Mares           | A lovak szeszélye            | 2013. október 8.     | 2014. május 31. |
| 18. | 15. | Mehr Schein als Sein        | Idle Idol             | Tétlen bálvány               | 2013. október 9.     | 2014. május 28. |
| 19. | 19. | Angst vor Wasser            | Horse Power           | Lóerő                        | 2013. október 10.    | 2014. június 1. |
| 20. | 17. | Hart verdientes Geld        | Wendy Takes the Reins | Wendy kezébe veszi a gyeplőt | 2013. október 11.    | 2014. május 30. |
| 21. | 21. | Revierverhalten             | Crossing Over         | Krosszmotor                  | 2013. október 14.    | 2014. június 3. |
| 22. | 22. | Unverhofft kommt oft        | Limits                | Határok                      | 2013. október 15.    | 2014. június 4. |
| 23. | 23. | Fiese Tricks                | Dirty Tricks          | Piszkos trükkök              | 2013. október 16.    | 2014. június 5. |
| 24. | 24. | Unter Dopingverdacht        | Looking Good          | A látszat csal               | 2013. október 17.    | 2014. június 6. |
| 25. | 25. | Fest im Sattel              | Saddled               | A tábor                      | 2013. október 18.    | 2014. június 7. |
| 26. | 26. | Beste Freunde               | Too Close for Comfort | Túl jó barát                 | 2013. október 21.    | 2014. június 8. |

## További információ
- Wendy Archiválva 2018. március 29-i dátummal a Wayback Machine-ben hivatalos oldala (angolul)
- Wendy magazin hivatalos oldala (németül)
- Wendy Archiválva 2018. április 4-i dátummal a Wayback Machine-ben képregények szereplői (németül)
- Wendy a fernsehserien.de oldalán (németül)
- Wendy a TheTVDB oldalán (angolul)
- Wendy a Lumine Studio oldalán (angolul)
- Wendy a Minimax oldalán (magyarul)